# 에이다 러브레이스
러브레이스 백작부인 어거스터 에이다 킹(Augusta Ada King, Countess of Lovelace, 1815년 12월 10일~1852년 11월 27일)은 영국의 수학자이자 작가이다. 시인 조지 고든 바이런의 딸로, 출생명은 어거스터 에이다 바이런이며, 대중적으로는 에이다 바이런, 혹은 에이다 러브레이스라고도 불린다.
과학만능주의가 팽배하던 19세기를 살다간 귀족여성으로서 이학적(理學的)인 관심과 타고난 지능을 바탕으로 초기 컴퓨터과학에 인상적인 발자취를 남겼다. 에이다는 찰스 배비지의 연구에 대한 좋은 이해자이자 협력자였고, 배비지가 고안한 해석기관을 위한 공동작업으로 널리 알려져 있다.
해석기관에서 처리될 목적으로 작성된 알고리즘이 최초의 컴퓨터 프로그램으로 인정되었던 바 ‘세계 최초의 프로그래머’라는 수식어가 붙는다. 해석기관을 단순한 계산기 또는 수치 처리 장치로만 생각하던 당대의 과학자들과는 달리 훨씬 다양한 목적으로 활용될 수 있는 가능성에 주목하여 현대 컴퓨터의 출현을 예측하였다.
프로그래밍 언어에서 사용되는 중요한 개념인 루프, GOTO문, IF문과 같은 제어문의 개념을 소개하였다. 그는 서브루틴에 관한 개념도 고안하였는데, 이것은 1948년 모리스 윌키스가 개발한 최초의 어셈블리어의 개념으로 추가된다. 에이다 프로그래밍 언어는 그의 이름을 따서 만들어진 프로그래밍 언어이다.

## 생애

### 출생

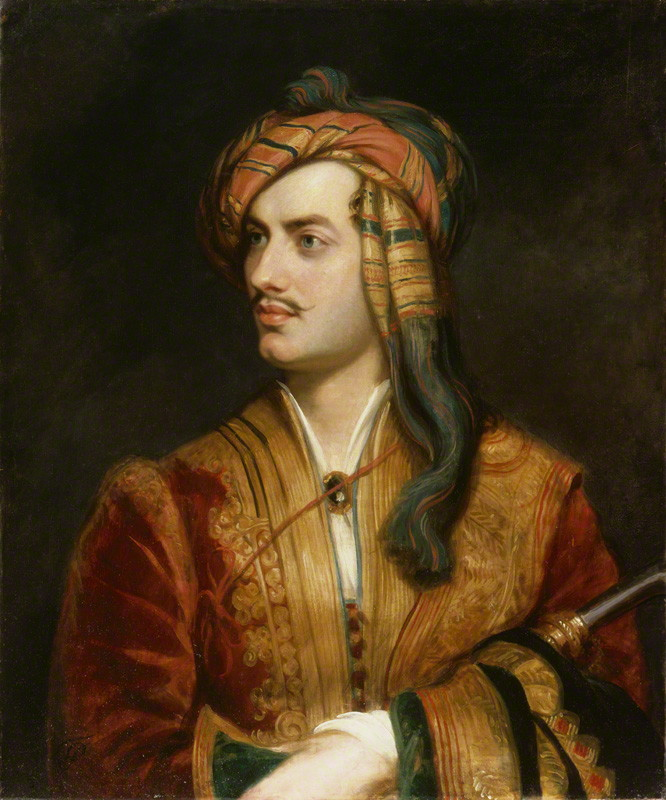
조지 고든 바이런
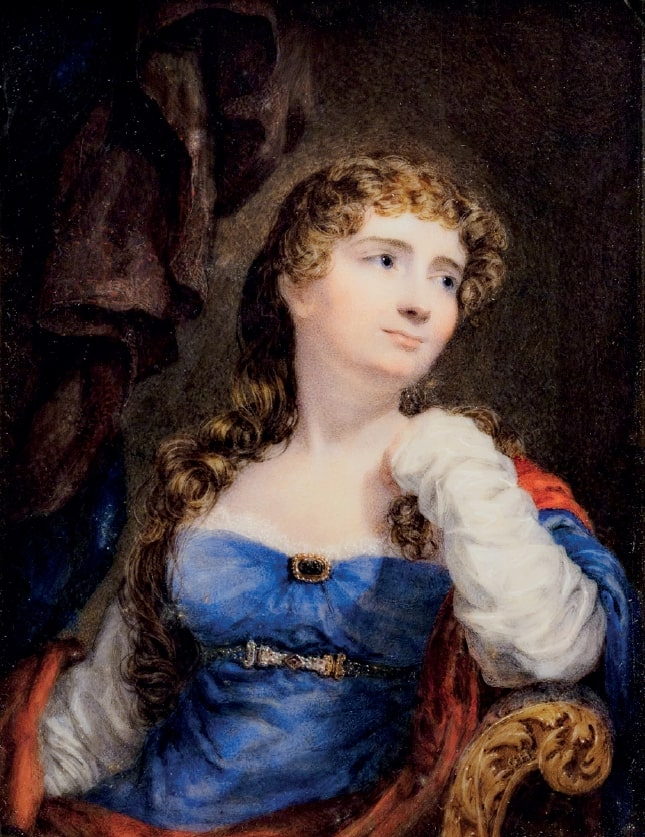
앤 이사벨라 바이런
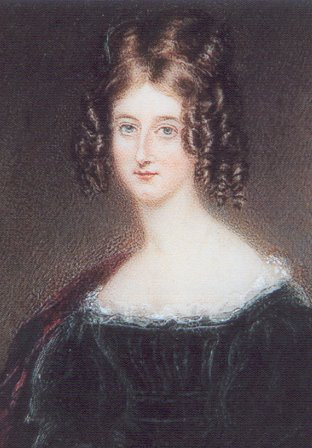
어거스타 마리아 리

에이다는 1815년 11월 22일에 저명한 낭만파 시인 조지 고든 바이런과 앤 이사벨라 바이런의 외동딸로 영국에서 출생하였다. 바이런에게는 혼외관계를 통해 태어난 다른 자녀들이 있었지만, 정상적인 혼인관계를 통해 출생한 법적자녀는 에이다가 유일하다.
바이런은 이복누나인 어거스타 리(Augusta Leigh)와의 근친상간 불륜설에 시달리고 있었고, 이를 불식하기 위해 원치 않는 결혼을 했다는 해석이 있다. 바이런은 아내가 임신하자 대를 이어 작위를 계승할 '영예로운 소년(the glorious boy)'을 낳아주길 바랐지만, 딸이 태어나자 실망감을 표시했다. 바이런은 딸을 이복누나의 이름에서 어거스타(Augusta)라고 이름짓고, '에이다'라고 불렀다.
1816년 1월 16일, 바이런은 앤 이사벨라에게 이혼을 통보하고 태어난지 한달된 에이다와 함께 친정으로 쫓아냈다. 당시 영국법은 부모의 이혼에 있어 아버지에게 전적인 양육권을 부여하였지만, 바이런은 친권을 전혀 행사하지 않았고 석달이 지난 4월 21일, 영원히 영국을 떠나버렸다. 이것은 앤 이사벨라가 평생에 걸쳐 전남편인 바이런의 부도덕한 행실을 성토하게 만들었고, 일련의 사건들로 인해 어린 에이다는 빅토리아 사회에서 유명해지게 되었다.
영국을 떠난 바이런은 딸에 관련한 그 어떤 연락도 주고 받지 않았다. 그리고 에이다가 여덞살이 되던 해에 그리스 독립전쟁으로 얻은 질병으로 숨졌다.

### 성장
에이다는 어린 시절부터 무척 병약했고, 자주 아팠다. 8살때는 일시적으로 시력을 상실할 정도의 두통을 앓았고, 14살때는 홍역에 걸려(1829) 병상에서만 지내다가 16살이 되어서야 간신히 지팡이를 짚고 걸을 수 있었다(1831).

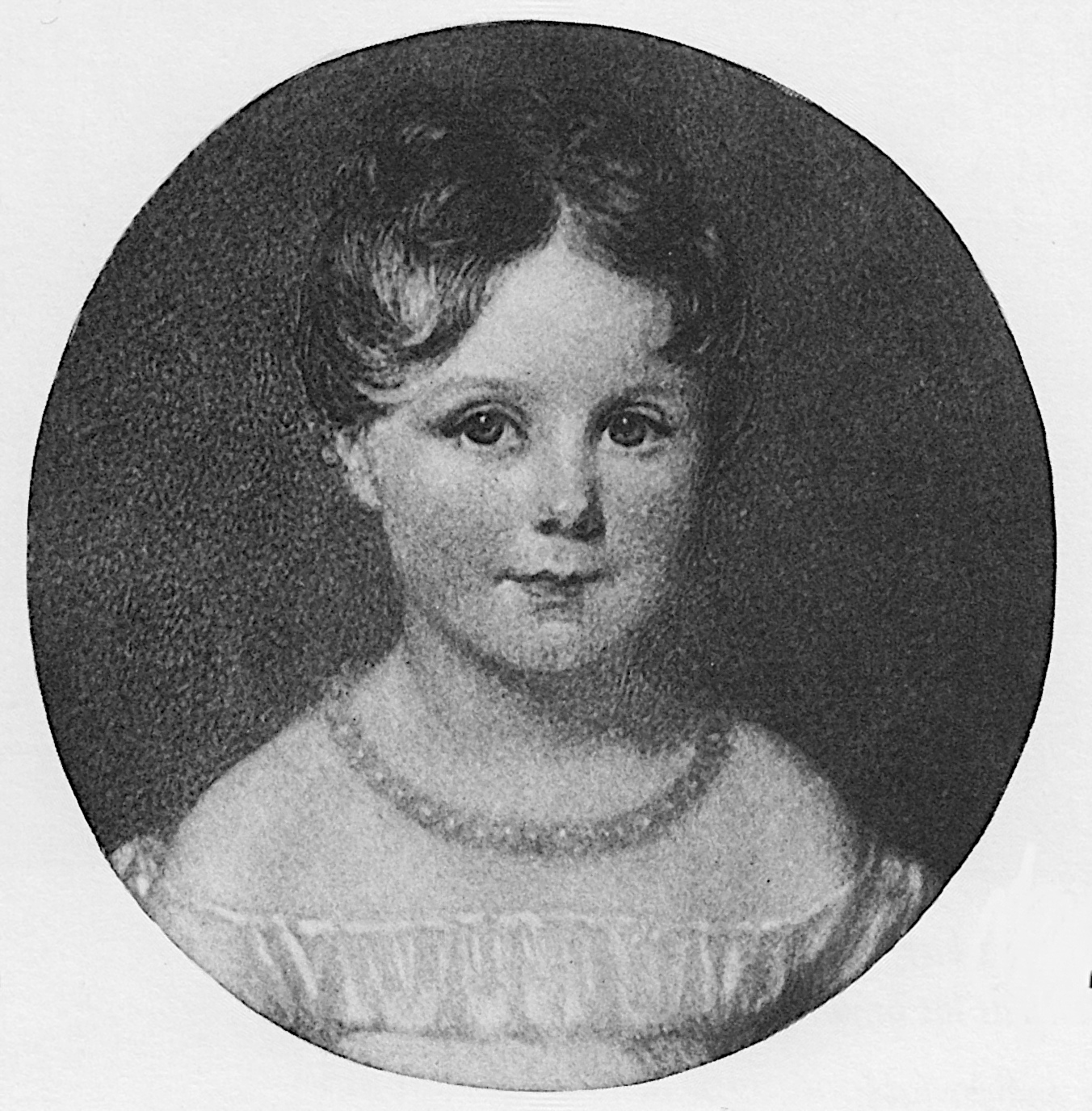
4세

앤 이사벨라는 에이다의 양육을 할머니에게 맡기는 등 아이에게 소홀하였음에도 이혼한 여성에 대해 관대하진 못한 사회적 시선을 의식하여 대외적으로는 모성이 가득한 어머니의 모습을 보여주려 하였다. 때문에 할머니에게 에이다의 안부를 묻는 편지를 보내고는 어머니로서 성실하다는 것을 증거로 삼기위해 보관하게끔 했다. 앤 이사벨라의 친구들은 10대시절의 에이다에게서 '도덕적인 일탈'의 징후들을 포착하였다고 얘기하였지만, 에이다는 훗날 어머니의 친구들이 자신에 대해 과장된 얘기를 지어내곤 했다고 불평했다.
그러나 18살의 에이다가 가정교사와 사랑에 빠져 도피를 시도하였고, 이것이 사전에 발각되어 스캔들로 비화되는 것을 원하지 않은 어머니와 친구들에 의해 좌절된 일이 있었던 것을 볼 때, 에이다의 성장기에 방황의 흔적이 있음은 사실이라고 볼 수 있다.

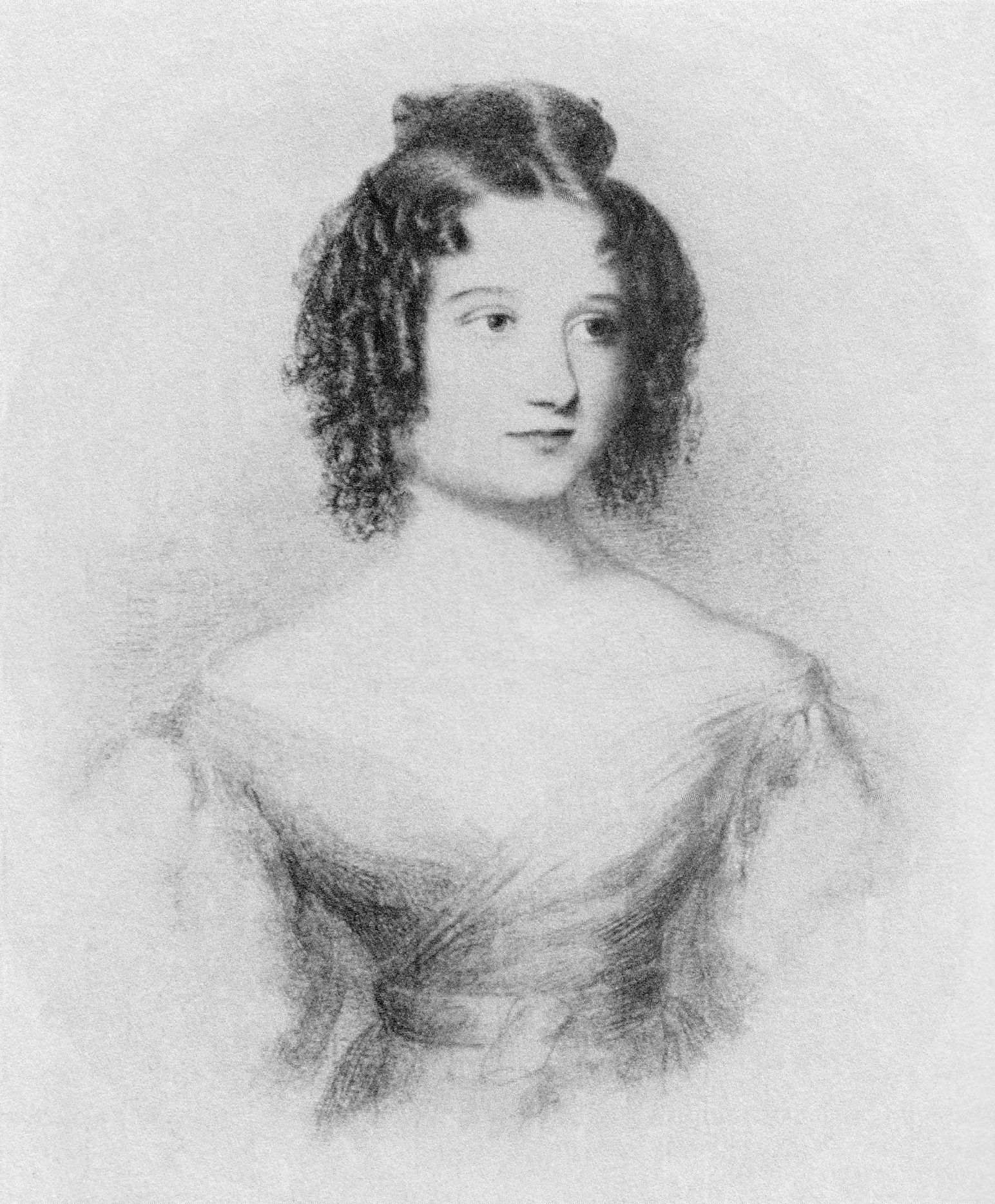
17세

어머니는 에이다가 아버지를 닮는 것을 두려워하여 문학 대신에 수학이나 논리학에 심취하게끔 유도하였다. 에이다는 가정교사로부터 수학과 과학을 배웠는데, 그의 스승은 윌리엄 프렌드, 매리 소머빌과 같은 19세기의 과학자들이었고 그 중엔 저명한 수학자 드모르간도 있었다. 17살 무렵(1832)부터 에이다는 수학적 재능을 꽃피우기 시작했다. 드모르간은 어머니 앤 이사벨라에게 보내는 편지에서 에이다에게 일류 수학자가 될 재능이 있다고 말했다.
딸에게서 아버지 바이런을 지우고자 하는 앤 이사벨라의 집착은 컸다. 에이다가 20살이 될때까지 아버지 바이런의 그 어떤 초상화도 보지 못하도록 차단할 정도였지만, 에이다는 아버지를 사모했고 죽을 때는 아버지 곁에 묻히기를 원했다.

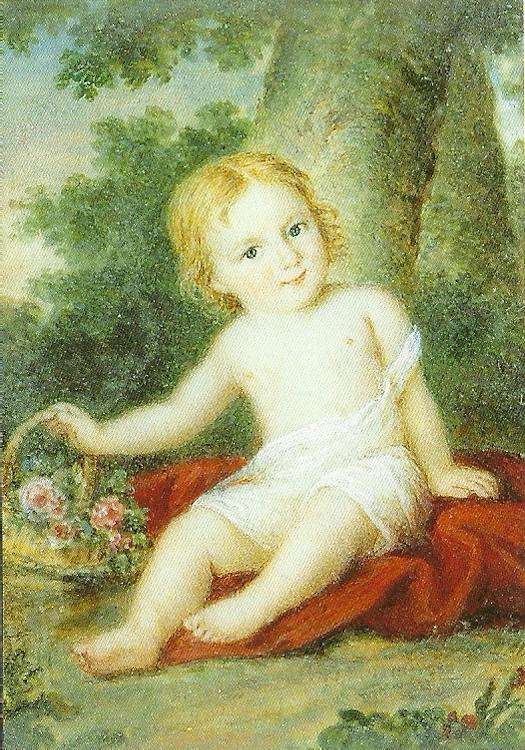
알레그라 바이런
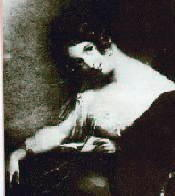
앨리자베스 메도라 리
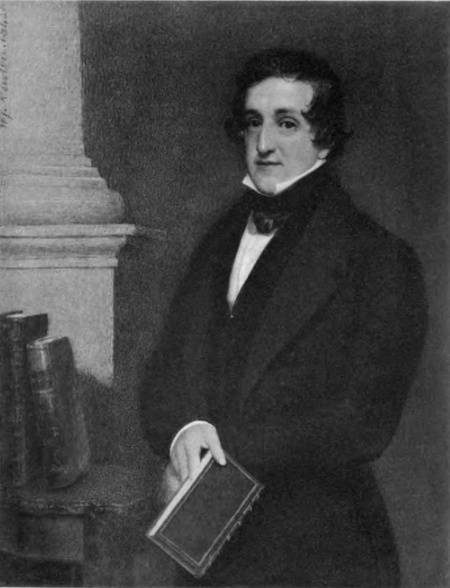
존 홉하우스

에이다는 이복자매인 클라라 알레그라 바이런(Clara Allegra Byron)은 너무 어린 나이에 죽어 만나지 못했지만, 고모 어거스타 리의 딸 엘리자베스(Elizabeth Medora Leigh) 와는 몇 번의 접촉이 있었다. 하지만 어거스타 리는 에이다와의 만남을 의도적으로 회피하였다.
19세가 되던 해(1834), 에이다는 사교계의 일원이었고, 여러 행사에 참석하기 시작하였다. 그는 춤추는 것을 좋아하였고 아름다운 자태로 보는 이들을 매혹시켰다.
그러나 바이런의 친구인 존 홉하우스는 예외라서 당시의 에이다를 단지 이렇게만 묘사했다. "덩치가 크고 피부가 까칠한, 그런데 어딘가 바이런과 닮은 구석이 있는(특히 입부분이) 젊은 여자였다." 에이다는 어머니의 영향을 받아 아버지의 친구들을 좋아하지 않았는데, 이 사실을 에이다는 홉하우스에게 고백하였고 그 후엔 서로 친구가 되었다.
가정교사인 서머빌과는 끈끈한 유대를 맺었고 다른 유명인사들과의 교류도 있었는데 그 면면을 보자면 앤드루 크로스(Andrew Crosse), 데이비드 브루스터(Sir David Brewster), 찰스 휘트스톤(Charles Wheatstone), 찰스 디킨스(Charles Dickens), 마이클 패러데이(Michael Faraday)와 같은 당대의 명사들이었다.

### 결혼

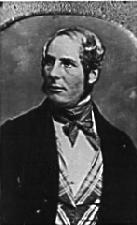
러브레이스 백작
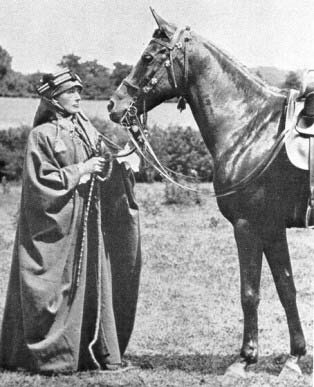
이사벨라

20살이 된 에이다는 윌리엄 킹, 제8대 킹 남작과 결혼하여 킹 남작부인이 되었다(1835).
부부는 영국 남부의 서리 주(Surrey州)의 대지(大地)와 토이돈 호(湖), 런던에 있는 저택에 거주하였고, 서머싯 주(Somerset州)에 남편이 마련한 장원에서 신혼생활을 즐겼다. 장원은 원래 사냥별장이었던 것을 킹 남작이 에이다를 위해 개축한 것이었다.
저 너머 브리스톨(Bristol)만이 보이고 이탈리아식 테라스정원으로 둘러싸인 낭만적인 저택에서 부부는 여름휴가를 보냈다.

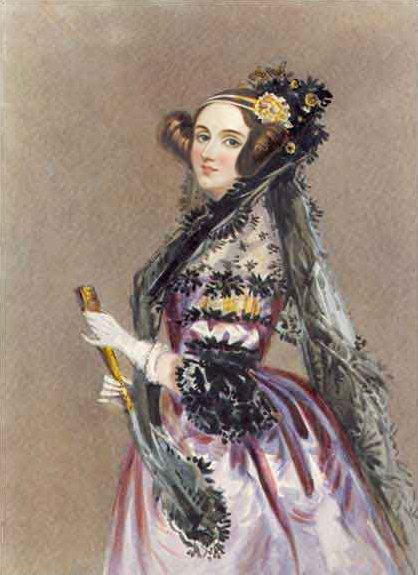
25세(1840)

부부는 세 명의 아이를 가졌다. 장남 바이런이 1836년에 태어났고, 이듬해에 딸 이사벨라를, 그리고 2년 후인 1839년에 차남 랄프 고든을 낳았다. 딸을 낳은 직후 에이다는 스스로 표현하길 "지루하고 고통스러운 질병"을 몇 달 동안이나 앓았다.
1838년, 남편인 킹 남작은 초대(初代) 러브레이스 백작이 되었고, 그녀는 남은 세월동안 '러브레이스 백작부인'(The Right Honourable the Countess of Lovelace)이라는 공식 명칭으로 불리게 되었다.

### 파란과 오욕
1841년, 앤 이사벨라는 딸 에이다와 '바이런의 조카' 엘리자베스(Elizabeth Medora Leigh)에게 엘리자베스의 아버지는 바이런이며 두 사람은 이복자매라는 것을 고백하였다.
에이다는 어머니에게 보내는 편지에서 이렇게 말했다. "난 조금도 놀라지 않았어요. 당신은 그저 내가 오랫동안 틀림없다고 여겼던 것을 확인시켜 주었을 뿐입니다."
에이다는 아버지의 근친상간을 비난하지 않았다. 오히려 어거스타 리를 "타고난 사악함을 지닌 여자"라며 바이런을 유혹에 빠뜨렸다고 보았다. 앤 이사벨라는 에이다가 지닌 '잘못된' 부친상(父親像)이 무너지길 바랐고 바이런에 대한 비판을 지속했지만 에이다는 귀기울이지 않았다.

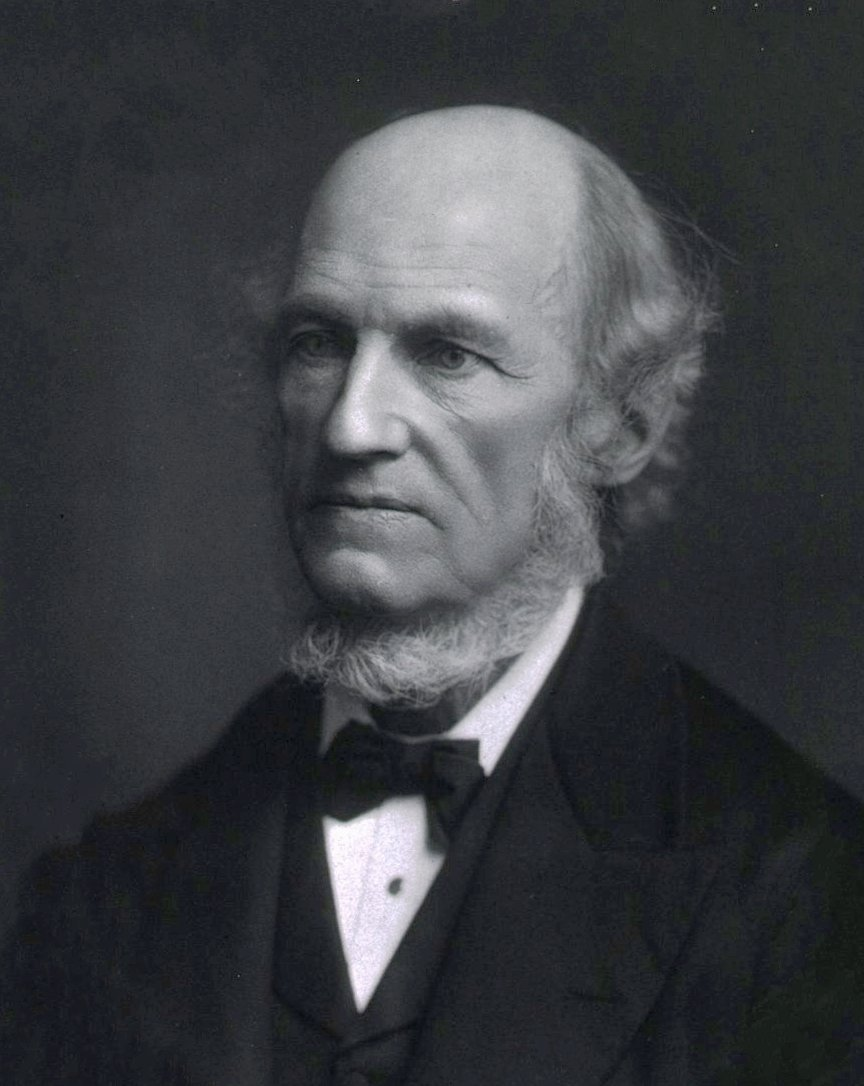
윌리엄 벤자민 카펜터
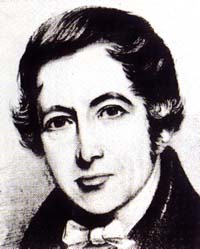
앤드루 크로스

1843년, 에이다의 어머니 앤 이사벨라는 손주들의 교육과 에이다의 '도덕적 교정'을 위해 저명한 심리학자 윌리엄 벤자민 카펜터(William Benjamin Carpenter, 1813-1885)를 가정교사로 고용하였다. 그는 금세 에이다에게 연심(戀心)을 품게 되었고, 에이다와 불륜관계를 맺기를 원하였지만 에이다는 단호히 거절했다.
에이다는 여러 스캔들에 휩싸여 갔다. 바깥 남자들과의 "편안한 관계"로 숱한 소문이 퍼졌고, 도박에 빠져 돈을 잃기 시작했다.
바깥 남자들과 공동으로 출자하여 판돈을 만들고 그가 야심차게 준비한 수학적인 모델에 따라 거액의 베팅을 시도하였으나 이것은 처참하게 실패한 실패로 끝나고 말았다. 에이다는 거액의 빚을 지고 협박까지 당하는 신세가 되었으며 궁지에 몰린 끝에 이 사실을 남편에게 고백하지 않을 수 없었다.
에이다는 연구를 위해 친분을 맺은 과학자 앤드루 크로스(Andrew Cross)의 아들, 존 크로스와 1844년부터 부적절한 관계를 맺기 시작하였다. 에이다가 세상을 떠나고 법률적인 합의에 의해 그와의 서신을 거의 대부분 파기해야 했으므로, 뚜렷한 증거는 남지 않았지만 에이다의 유언에서 아버지로부터 물려받은 가보의 상속자로 지명된 것에서 두 사람의 관계를 추측할 수 있다.

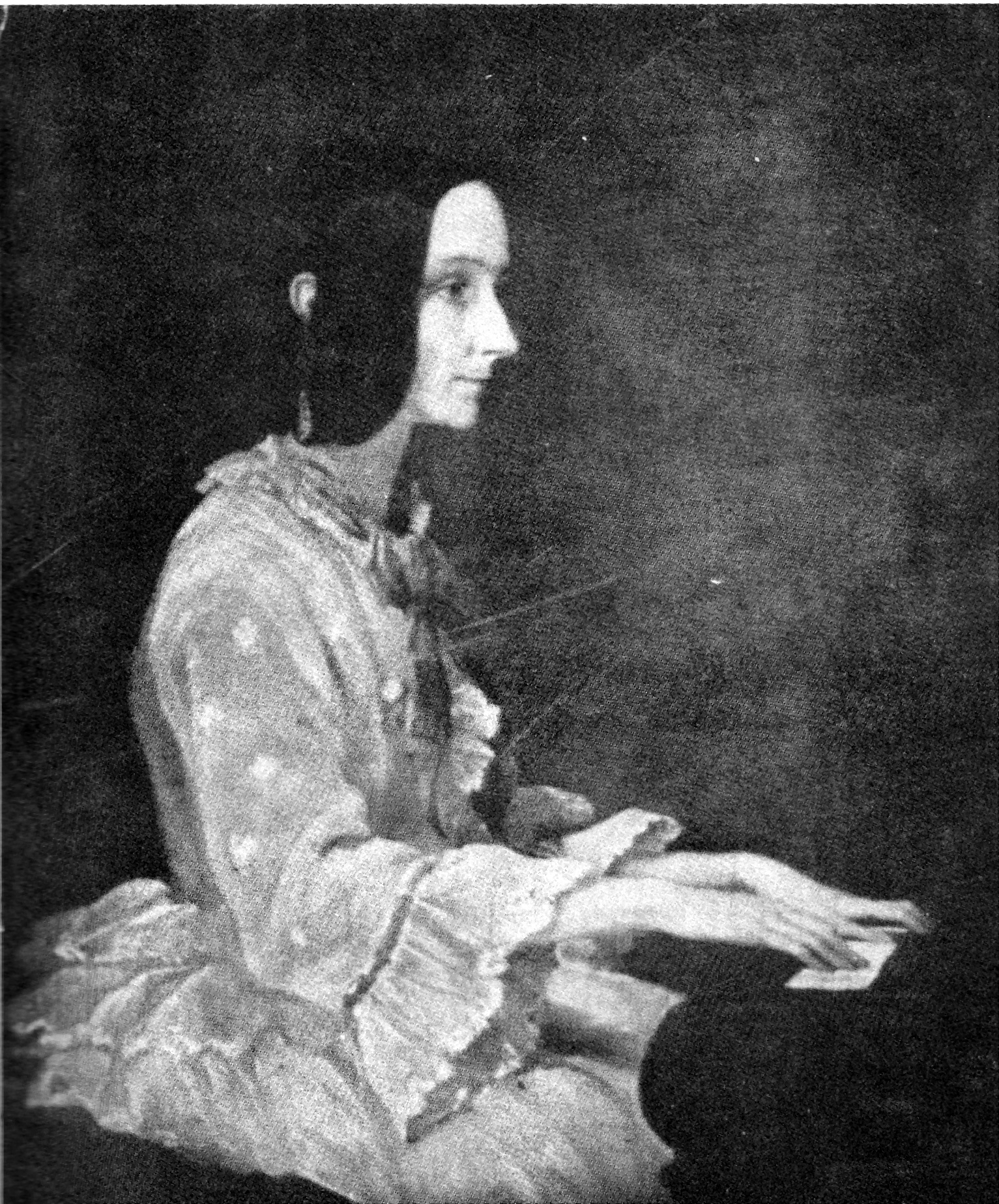
피아노 앞에서(1852년, 생의 마지막 해)

### 죽음
1852년 11월 30일, 에이다는 자궁암과 의사의 잘못된 처방이 원인이 되어 세상을 떠났다. 공교롭게도 아버지와 같은 나이(35)에 마찬가지로 사혈요법(瀉血療法)의 부작용 때문에 목숨을 잃었다. 에이다는 유물론자였지만 어머니의 종용으로 병상에서 자신의 삶을 신에게 회개하였고, 어머니를 유언의 집행자로 지명하였다. 세상을 떠나기 한달 전, 간통의 고백을 들은 남편은 그의 병상을 지키지 않았다.
그는 유언에 따라 노팅엄셔주(Nottinghamshire 州), 성 매리 막달렌 교회에 있는 바이런의 무덤 곁에 묻혔다.

## 배비지와의 만남과 최초의 프로그래머
에이다는 스스로를 '시적인 과학자(poetical scientist)', 분석가, 형이상학자라고 불렀다.
 그리고 골상학과 최면술을 포함한 당대의 과학적 유행에 관심이 많았다. 1844년에는 친구에게 두뇌가 생각과 감정을 일으키는 원리를 나타내는 수학적인 모델을 만들고 싶다고 얘기하였고, 이 연구와 관련하여 전기기술자 앤드루 크로스를 방문하여 실험방법을 배우기도 했다. 같은 해,에이다는 칼 폰 라이헨바흐 남작이 쓴 <자성에 대한 연구>를 읽고 평론을 쓰기도 하였지만 출판하지는 않았다. 말년에는 어머니에게 보내는 편지에서 수학과 음악의 상관관계에 대한 연구를 하고 있다고 말했다.

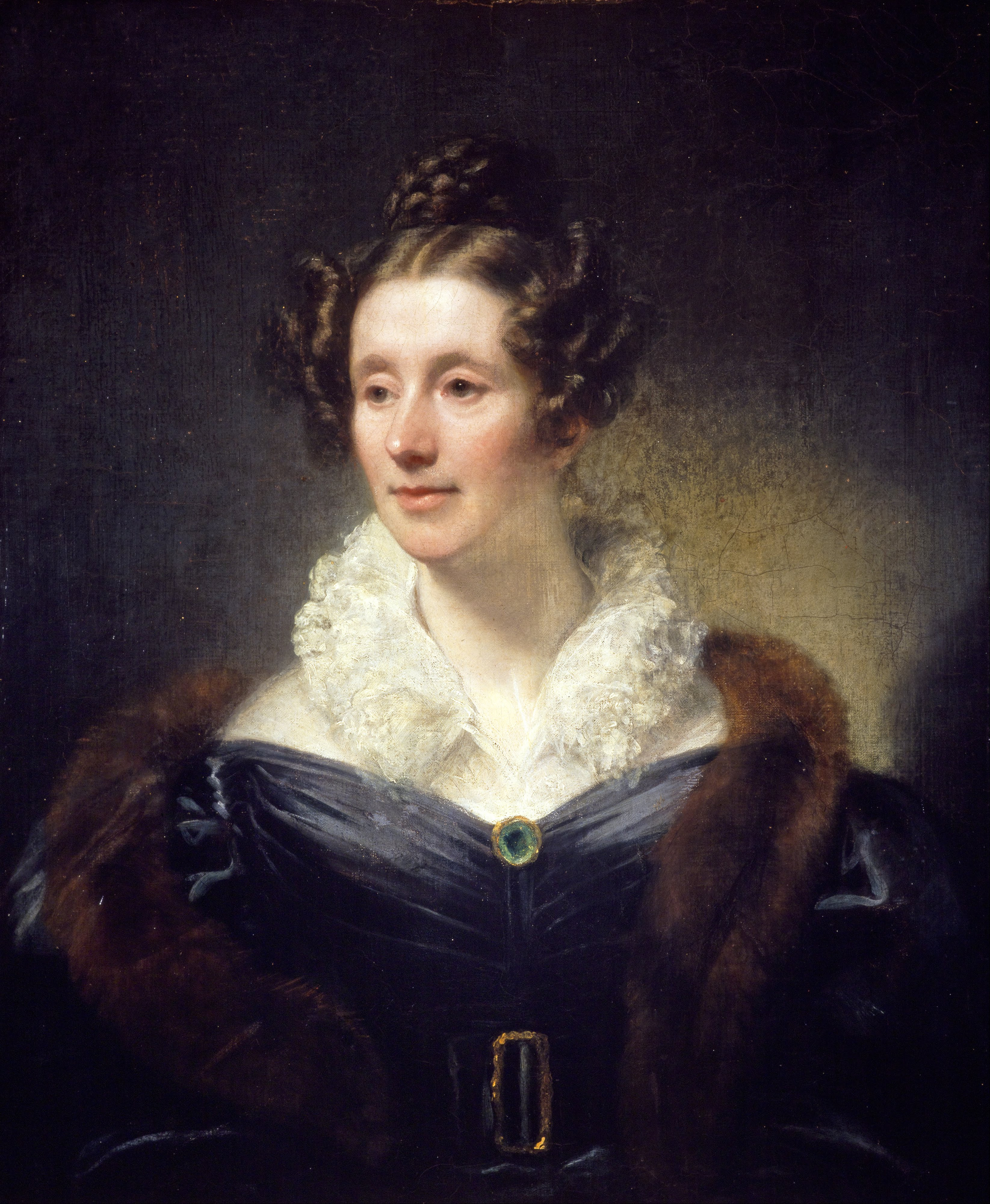
매리 서머빌
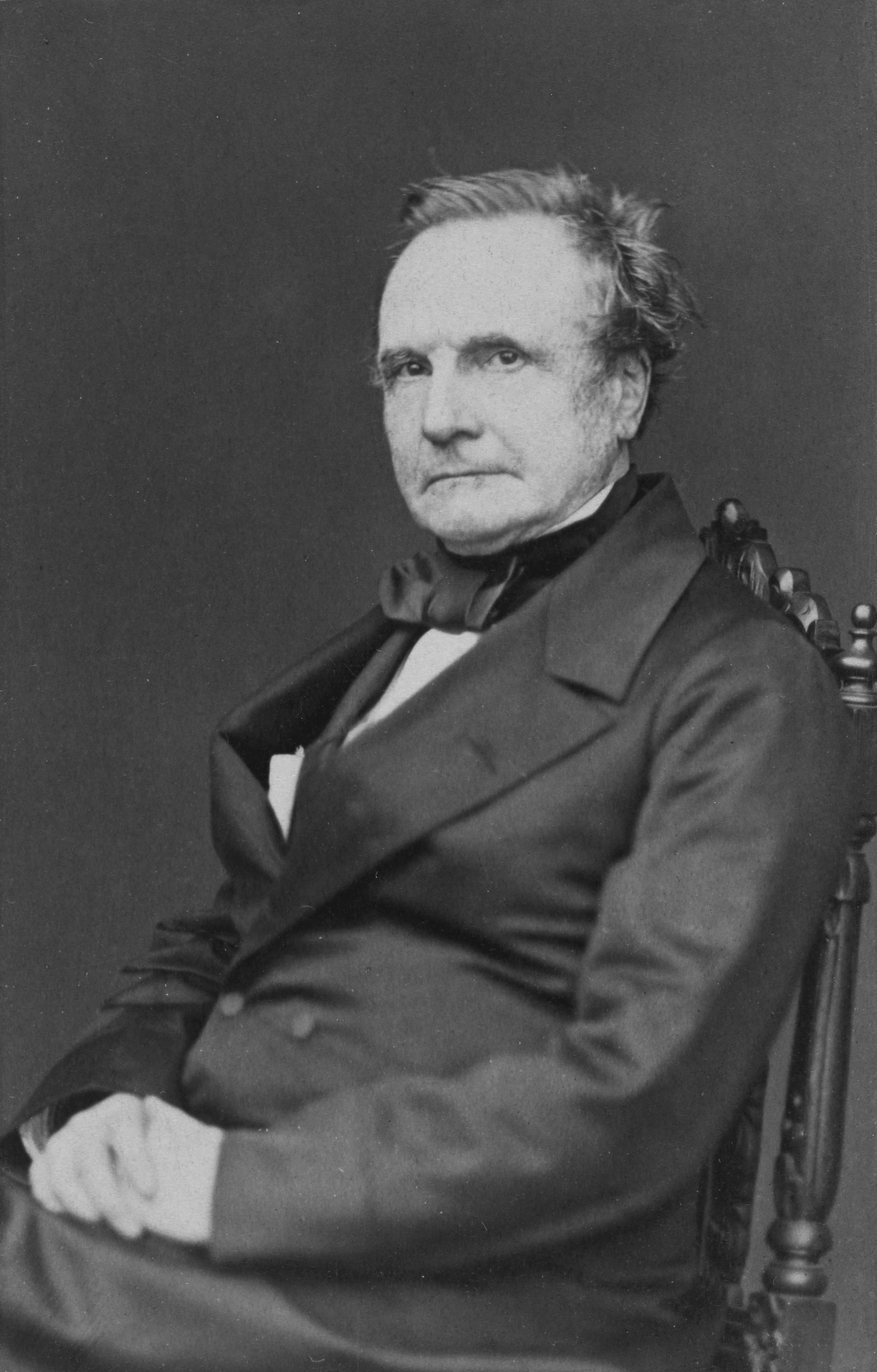
찰스 배비지
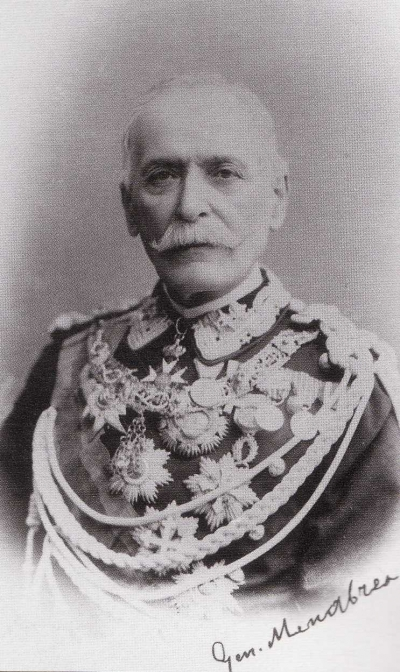
루이기 메나브레아
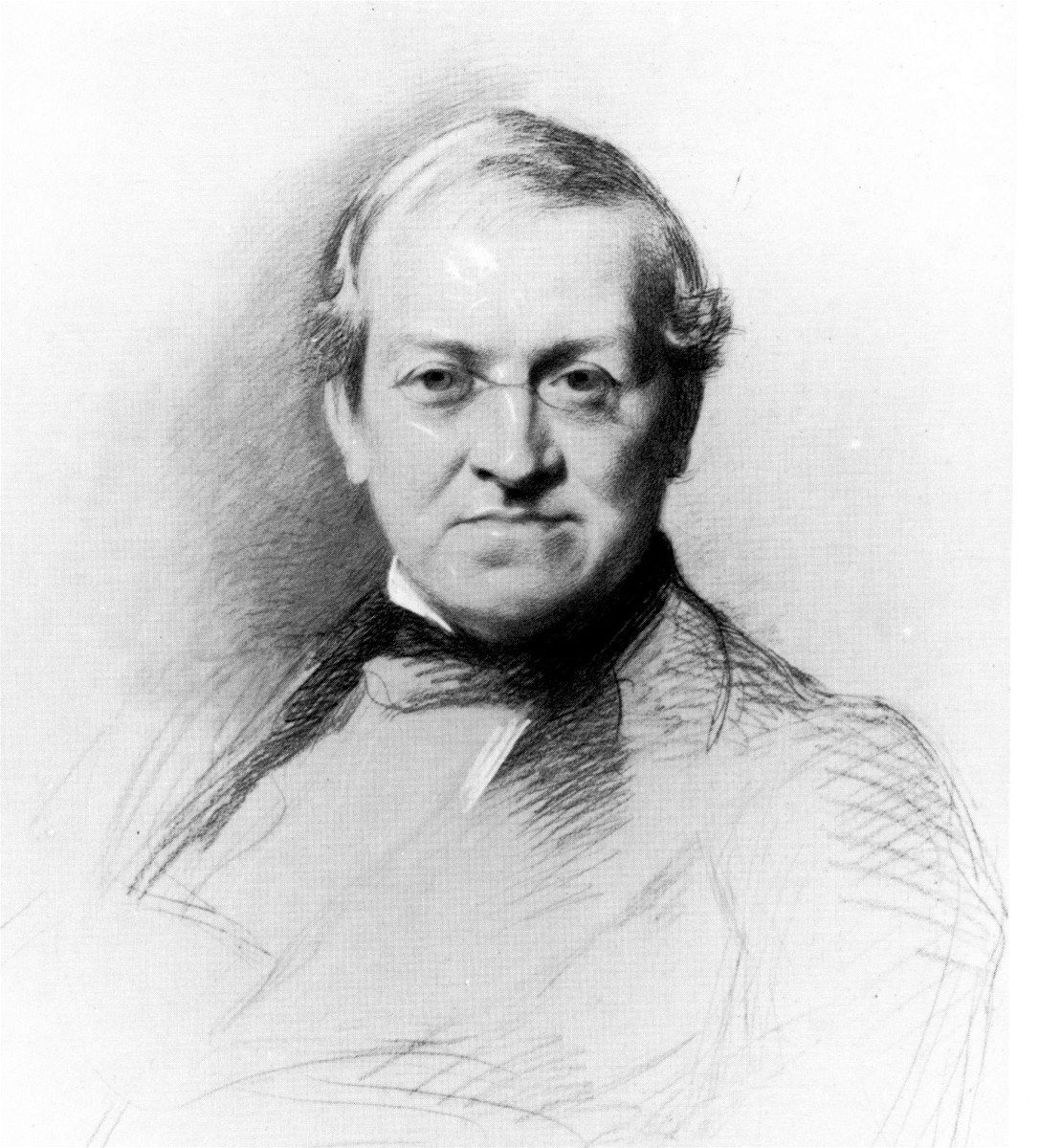
찰스 휘트스톤

에이다는 그를 가르친 많은 스승들 중에서도 여성 과학자인 매리 서머빌을 좋아하고 따랐는데, 찰스 배비지와의 만남은 서머빌의 주선을 통해서 이루어진 것이었다. 배비지로부터 전해들은 '초기 컴퓨터'에 대한 연구에 에이다는 매혹되었고, 서머빌과의 친분을 최대한 이용하여 배비지와 자주 접촉하려 하였다. 에이다의 여름별장에 있는 테라스 한켠에서 두 사람은 수학에 대해 토론하곤 하였고, 그곳은 '철학자의 길(Philosopher's Walk)'이라고 불렸다.
1842년에 찰스 배비지는 해석기관에 대한 세미나를 위해 이탈리아의 토리노 대학을 방문했는데, 이 날의 강연을 들은 젊은 과학자(훗날 이탈리아의 총리가 되는) 루이기 메나브레아는 프랑스어로 해석기관에 대한 논문을 썼다. 배비지와 에이다의 친구 찰스 휘트스톤은 이것을 영어로 번역할 것을 제안하였고, 에이다는 번역과 함께 본문보다도 분량이 많은 주석을 논문에 추가하였다.
해석기관에 대해 설명하는 것은 당시로선 매우 어려운 작업이였다. 주석문은 알파벳 순서대로 A부터 G까지의 각 파트로 이루어져 있었고, G 파트에는 '베르누이 수'를 구하는 해석기관용 알고리즘이 실려있었는데 이것이 현대에 들어서 최초의 컴퓨터 프로그램으로 인정되어 에이다에게 최초의 컴퓨터 프로그래머라는 수식어가 붙게 되었다.
에이다는 주석문에서 '해석기관'은 프로그램을 작성하여 입력하는 방식을 통해 복잡한 문제를 해결한다는 점에서 종래의 계산기계와는 본질적으로 다르다고 설명하였고, 특히 해석기관이 더욱 다양한 목적을 위해 활용될 수 있는 가능성을 제시하였다. 배비지조차도 단순히 계산이나 수치를 처리하는 장치로만 해석기관을 이해했던 것과 비교하면 개념적인 도약이었다. 에이다는 음악의 요소들이 해석기관이 처리할 수 있는 형태로 변환될 수 있다면 해석기관을 이용하여 작곡과 같은 창작활동도 가능하다고 언급하였고 여기서 현대의 컴퓨터에 대한 예측을 엿볼 수 있다.
작업을 마친 후에도 두 사람의 우정은 변함이 없었고 서신 교환은 계속되었다. 말년에 에이다는 배비지를 유언의 집행자로 지명하는 편지를 썼지만, 법적문제로 인해 전달되지는 못했다.

## 업적에 대한 논란
에이다가 최초의 프로그래머인가 하는 것에 대해서는 논란이 계속되어 왔다.
앨런 브롬리(Allan G. Bromley)는 논문에서 "에이다가 작성했다고 알려져 있는 알고리즘은 단 한가지를 제외하고는 모두가 배비지의 저작이다. 나머지 하나 조차도 에이다는 버그를 발견했을 뿐, 에이다가 프로그램을 작성했다는 증거가 없다. 에이다와 배비지가 교환한 서신을 볼 때 에이다에게는 그런 일을 할만한 지식이 없었다." 고 말했다.

큐레이터이자 작가인 도런 스웨이드(Doron Swade)는 저서 <차분기관(The Difference Engine)>에서, "해법을 향한 첫 번째 알고리즘 또는 단계적인 연산, 우리가 프로그램이라고 부르는 것(설사 배비지와 에이다가 그런 말을 몰랐다 하더라도), 들은 에이다의 이름으로 출판된 것이다. 하지만 작업은 배비지에 의해서 보다 일찍 완료되어 있었다." 고 말했다.

배비지는 자서전에서 해석기관에 대한 에이다의 업적을 이렇게 적었다.
"나는 에이다에게 메나브레아의 논문에 주석을 달아줄 것을 제안하였고, 그녀는 이를 흔쾌히 받아들였다. 우리는 해석기관을 설명하는데 적합한 실례를 선정하기 위해 여러 가지 안을 내었는데 채택된 것은 전부 그녀의 것이었다. 내가 오류를 수정해줄 것을 제안한 베르누이 수에 대한 것을 제외하고는 다른 문제들에 대한 대수학적 계산이었다. 그녀는 내가 만들어낸 치명적인 실수를 발견하고 이를 수정한 것을 내게 보내주었다."

배비지가 말한 '대수학적 계산'이라는 것은 주석문 G 파트에 실린 1부터 9까지의 수학적인 방정식의 유도였지, 우리가 최초의 프로그램이라고 부르고 있는 펀치카드 흐름도를 나타내는 목록&도표(Table&Diagram)가 아니다. 배비지와의 서신에서 에이다는 "우리의 목록&도표의 첫 번째 판본에서 에러를 찾고 수정하고 있다고 말하고 있다.(에이다는 서신에서 '우리들'이라는 표현을 자주 썼다.)

## 기념
- 에이다의 생일날인 1980년 12월 10일에 미국 국방부는 "에이다"라는 이름의 새로운 컴퓨터 프로그래밍 언어에 대한 참조 설명서를 승인하였다.
- 에이다 프로그래밍 언어(MIL-STD-1815)의 미국 국방부 군사 규격에 붙여진 숫자는 그가 태어난 해를 기념하기 위한 것이다.
- 영국 컴퓨터 협회(British Computer Society)는 매년 그의 이름으로 메달을 수여한다.
- 탄생 197주년을 기념하여 구글은 에이다를 모델로 한 구글 두들 을 헌정하였다.

## 가족

### 남편
윌리엄 킹-노엘, 초대 러브레이스 백작(William King-Noel, 1st Earl of Lovelace, 1805년 2월 29일 - 1893년 12월 29일)
제7대 킹 남작의 장남으로서 정치가인 조지 그렌빌(George Grenville)은 그의 동생이다. 과학자로서 영국왕립학회의 일원이자 서리 주(Surrey州)의 주지사였다.
에이다의 사후(死後) 제인 젠킨스(Jane Jenkins)와 재혼하여 3대 러브레이스 백작 리오넬 포테스큐 킹(Lionel Fortescue King)을 낳았다.
88세를 일기로 사망하였다.

### 자녀
- 바이런 킹-노엘, 12대 웬트워스 남작(Byron King-Noel, 12th Baron Wentworth, 1836년 5월 12일 - 1872년 9월 1일)

외할머니(에이다의 어머니) 앤 이사벨라로부터 웬트워스 남작위를 계승하였다. 러브레이스 백작의 장남이었지만, 결혼하지도 않고, 자식도 없이 죽어서 모든 작위는 동생인 랄프에게 돌아갔다.
- 앤 이사벨라-노엘 블런트, 15대 웬트워스 남작(Anne Isabella Noel Blunt, 15th Baroness Wentworth, 1837년 9월 22일 - 1917년 12월 15일)

대중적으로는 레이디 앤 블런트(Lady Anne Blunt)로 통용되었다. 제국주의를 반대한 영국의 저명한 시인 윌프리드 스코언 블런트(Wilfrid Scawen Blunt)와 결혼하였고, 함께 중동을 여행하며 현지의 마방(馬幇,caravan)으로부터 아라비아말(Arabian horses)을 입수하여 영국으로 가져와 브리더로서 공헌하였다. 자녀가 없었던 조카딸이 가지고 있던 남작(이 경우 Baroness)작위를 말년에 계승하였으나, 작위를 계승한 지 6개월 만에 사망했다.
2011년 일본 후쿠시마 대지진 피해자들을 돕기위한 자선경매에서, 그가 소유하던 스트라디바리우스가 사상 최고가(170억원)으로 낙찰되어 화제가 되었다.

- 랄프 고든 킹-노엘 밀뱅크, 2대 러브레이스 백작, 13대 웬트워스 남작(Ralph Gordon King Noel Milbanke, 2nd Earl of Lovelace, 13th Baroness Wentworth, 1839년 7월 2일 - 1906년 8월 28일)

막내였지만 장남이 요절해서 아버지와 외할머니의 작위를 계승하였다. 67세를 일기로 사망하였다. 러브레이스 백작위를 계승할 아들이 없어서 그의 사후(死後) 이복동생이 백작위를 계승했다. 여자가 상속할 수 있었던 웬트워스 남작위는 그의 외동딸 에이다 킹-밀뱅크(Ada King-Milbanke, 14th Baroness Wentworth, 1871년 2월 26일 - 1917년 6월 18일)가 계승했으나, 미혼으로 사망하는 바람에 고모 앤 블런트가 15대 남작이 되었다.

## 참고 문헌
- 바움, 조안 (1986). 《에이다 바이런의 계산적인 열정(The Calculating Passion of Ada Byron)》. Archon. ISBN 0-208-02119-1..
- Fuegi, J; Francis, J (2003년 10-11월). 《에이다와 배비지 그리고 1843년 주석의 창조(Lovelace & Babbage and the creation of the 1843 'notes')》. 《Annals of the History of Computing》 25 (IEEE). .
- Kim, Eugene; Toole, Betty Alexandra T (1999년 5월). 《에이다와 최초의 컴퓨터(Ada and the First Computer)》. 《Scientific American》. .
- 루이스, JS (1995). 《평행사변형의 공주와 딸(Princess of Parallelograms and Her Daughter)》. 《Women's Studies International Forum》 18. 387–94쪽..
- 러브레이스, 에이다 (1992).  Toole, Betty Alexandra, 편집. 《에이다,숫자의 요술쟁이: 에이다 러브레이스의 편지글 부분발췌 및 최초의 컴퓨터에 대한 그의 서술(Ada, the Enchantress of Numbers: A Selection from the Letters of Ada Lovelace, and her Description of the First Computer)》. Strawberry. ISBN 978‐0‐91264709‐8 |isbn= 값 확인 필요: invalid character (도움말)..
- ——— (1998) [1992].  Toole, Betty Alexandra, 편집. 《에이다, 숫자의 요술쟁이: 21세기를 향한 컴퓨터 시대의 예언자(Ada, the enchantress of numbers: prophet of the computer age, a pathway to the 21st century)》. Strawberry. ISBN 978‐0‐91264718‐0 |isbn= 값 확인 필요: invalid character (도움말)..
- ——— (2010) [1992].  Toole, Betty Alexandra, 편집. 《에이다, 숫자의 요술쟁이:시적인 과학(Ada, The Enchantress of Numbers: Poetical Science)》. Well. ISBN 978‐0‐61539816‐7 |isbn= 값 확인 필요: invalid character (도움말). 2013년 9월 21일에 원본 문서에서 보존된 문서. 2013년 9월 27일에 확인함..
- 메나브레아, 루이기 페데리코 (1843). 《찰스 베비지가 발명한 해석기관에 대한 스케치(Sketch of the Analytical Engine Invented by Charles Babbage)》. 《Scientific Memoirs》 3. 2008년 9월 15일에 원본 문서에서 보존된 문서. 2008년 8월 29일에 확인함. 번역자에 의한 주석 포함
- 무어, 도리스 렝글리 (1961). 《고(故) 바이런경(The Late Lord Byron)》. Philadelphia: Lippincott. ISBN 0-06-013013-X. OCLC 358063.
- 스테인, 도로시 (1985). 《에이다: 삶과 유산(Ada: A Life and a Legacy)》. MIT Press Series in the History of Computing. Cambridge, MA: The MIT Press. ISBN 0-262-19242-X.
- 툴레, 베티 알렉산드라 (1996). 《에이다 바이런, 러브레이스 백작부인, 분석가이자 형이상학자(Ada Byron, Lady Lovelace, An Analyst and Metaphysician)》. 《Annals of the History of Computing》 18 (IEEE). s. 4–12..
- 터니, 캐서린 (1972). 《바이런의 딸(Byron's Daughter)》. New York: Charles Scribner's Sons. ISBN 0-684-12753-9..
- 울리, 벤자민 (1999년 2월). 《과학의 신부:로맨스,이성,그리고 바이런의 딸(The Bride of Science: Romance, Reason, and Byron's Daughter)》. AU: Pan Macmillan. ISBN 0-333-72436-4. 2013년 7월 4일에 확인함. .
- 울리, 벤자민 (2002년 2월) [1999]. 《과학의 신부: 로맨스,이성,그리고 바이런의 딸(The Bride of Science: Romance, Reason, and Byron's Daughter)》. McGraw-Hill Ryerson. ISBN 978‐0‐07138860‐3 |isbn= 값 확인 필요: invalid character (도움말). 2013년 4월 7일에 확인함. .

## 같이 보기
- 에이다
- 조지 고든 바이런(George Gordon Byron)
- 어거스터 리(Augusta Leigh)
- 그래픽 노블 에이다 당신이군요. 최초의 프로그래머 (The Thrilling Adventures of Lovelace and Badage)